# La Vacquerie
La Vacquerie és un municipi francès situat al departament de Calvados i a la regió de Normandia. L'any 2007 tenia 263 habitants.

## Demografia

### Població
El 2007 la població de fet de La Vacquerie era de 263 persones. Hi havia 103 famílies de les quals 22 eren unipersonals (22 dones vivint soles i 22 dones vivint soles), 40 parelles sense fills, 37 parelles amb fills i 4 famílies monoparentals amb fills.
La població ha evolucionat segons el següent gràfic:
Habitants censats

### Habitatges
El 2007 hi havia 139 habitatges, 105 eren l'habitatge principal de la família, 21 eren segones residències i 13 estaven desocupats. Tots els 139 habitatges eren cases. Dels 105 habitatges principals, 88 estaven ocupats pels seus propietaris, 16 estaven llogats i ocupats pels llogaters i 1 estava cedit a títol gratuït; 5 tenien dues cambres, 20 en tenien tres, 28 en tenien quatre i 51 en tenien cinc o més. 83 habitatges disposaven pel capbaix d'una plaça de pàrquing. A 41 habitatges hi havia un automòbil i a 56 n'hi havia dos o més.

### Piràmide de població
La piràmide de població per edats i sexe el 2009 era:
| Homes | Edats   | Dones |
| ----- | ------- | ----- |
| 0     | 95 o +  | 0     |
| 0     | 90 a 94 | 0     |
| 4     | 85 a 89 | 0     |
| 0     | 80 a 84 | 4     |
| 8     | 75 a 79 | 8     |
| 8     | 70 a 74 | 12    |
| 12    | 65 a 69 | 12    |
| 4     | 60 a 64 | 8     |
| 4     | 55 a 59 | 8     |
| 4     | 50 a 54 | 4     |
| 12    | 45 a 49 | 8     |
| 4     | 40 a 44 | 8     |
| 24    | 35 a 39 | 12    |
| 20    | 30 a 34 | 20    |
| 12    | 25 a 29 | 12    |
| 4     | 20 a 24 | 12    |
| 8     | 15 a 19 | 4     |
| 8     | 10 a 14 | 4     |
| 12    | 5 a 9   | 16    |
| 24    | 0 a 4   | 8     |

## Economia
El 2007 la població en edat de treballar era de 173 persones, 132 eren actives i 41 eren inactives. De les 132 persones actives 118 estaven ocupades (66 homes i 52 dones) i 13 estaven aturades (4 homes i 9 dones). De les 41 persones inactives 17 estaven jubilades, 9 estaven estudiant i 15 estaven classificades com a «altres inactius».

### Ingressos
El 2009 a La Vacquerie hi havia 112 unitats fiscals que integraven 277 persones, la mediana anual d'ingressos fiscals per persona era de 16.868 €.

### Activitats econòmiques
Dels 7 establiments que hi havia el 2007, 1 era d'una empresa de fabricació d'altres productes industrials, 3 d'empreses de comerç i reparació d'automòbils, 1 d'una empresa de transport, 1 d'una empresa d'hostatgeria i restauració i 1 d'una empresa classificada com a «altres activitats de serveis».
L'any 2000 a La Vacquerie hi havia 22 explotacions agrícoles que ocupaven un total de 884 hectàrees.

## Poblacions més properes
El següent diagrama mostra les poblacions més properes.